# DDR SDRAM

Comparație între module DDR SDRAM

DDR SDRAM (Double Data Rate Synchronous Dynamic Random-Access Memory) este un tip de memorie cu acces aleator (RAM), al cărei nume provine de la tehnica transferării datelor atât pe frontul crescător, cât și pe cel descrescător al semnalului de ceas (Double Data Rate). Aceasta crește semnificativ eficiența magistralei de memorie pentru transferurile de date. DDR a înlocuit SDR (Single Data Rate) SDRAM, care este acum depășită. 
Tehnologia DDR a devenit disponibilă începând cu anul 2000 cu primele specificații JEDEC (JESD79) pentru DDR SDRAM , pe parcurs având mai multe variante: DDR2, DDR3, DDR4 și din 2019 DDR5. Toate sunt generații noi ale aceleiași tehnologii, cu viteză mai rapidă și alte îmbunătățiri. Sunt utilizate în principal module de memorie cu factor de formă DIMM și SO-DIMM ca memorie de lucru în calculatoare PC și laptopuri.
Pe lângă DDR SDRAM, tehnologia DDR este folosită pentru magistrala frontală, Ultra 3 SCSI, magistrala AGP. Alte tipuri de memorie care incorporează tehnologia DDR includ GDDR SDRAM (Graphic DDR SDRAM) pentru memorie video, și LPDDR (Low Power DDR) pentru smartphone, tablete și sisteme înglobate.

## Variante DDR

### DDR SDRAM

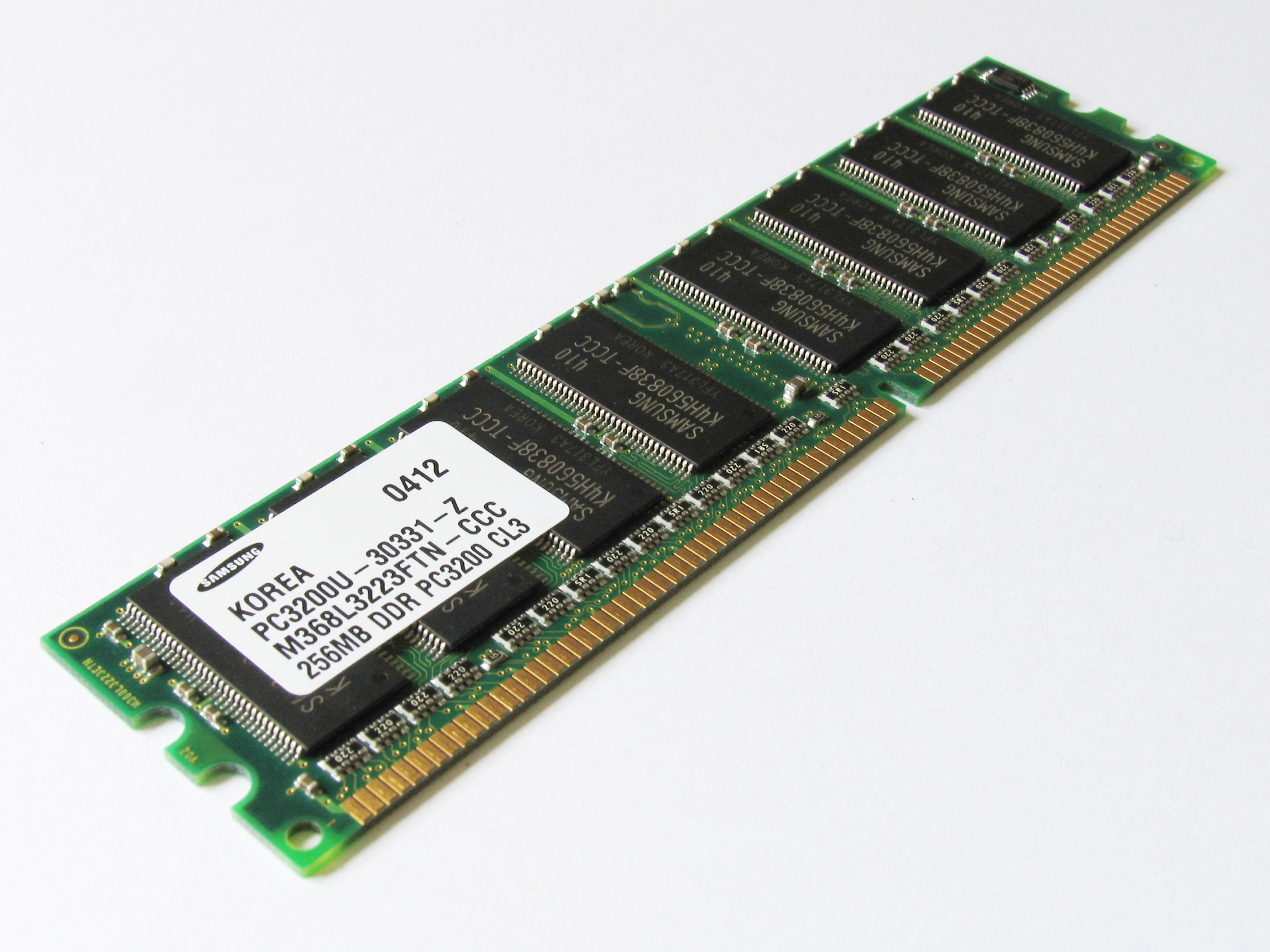
Modul DDR SDRAM

Denumită și DDR1 SDRAM, au fost primele memorii DDR adoptate în sisteme echipate cu procesoare AMD Athlon, și Intel Pentium 4. Samsung a lansat primul cip comercial DDR SDRAM (64 Mb) în iunie 1998, urmat de SK Hynix în același an. 
Primele module DDR SDRAM, funcționând la un ceas de 100 MHz, au fost disponibile în cantități limitate la sfârșitul anului 2000, dar distribuția pe scară largă a început în anul 2001.
Puterea consumată de această memorie a fost redusă cu 25%, astfel încât ea funcționează la 2,5 V în loc de 3,3V. Frecvențele de ceas tipice pentru DDR SDRAM sunt 133 MHz, 166 MHz și 200 MHz.
Memoriile DDR SDRAM au un număr de 184 de pini cu o singură crestatură în partea de jos și se pot conecta numai în sloturi DDR1. De obicei, diferitele tipuri de memorii DDR SDRAM sunt denumite după rata lor de transfer. De exemplu, memoria DDR SDRAM care are frecvența de ceas de 100 MHz, și o rată maximă de transfer de 1600 MB/s, este numită PC1600.
| Cip     | Modul   | Frecvența de ceas | Rata de transfer maximă |
| ------- | ------- | ----------------- | ----------------------- |
| DDR-200 | PC-1600 | 100 MHz           | 1,6 GB/s (2 x 100 x 8)  |
| DDR-266 | PC-2100 | 133 MHz           | 2,1 GB/s (2 x 133 x 8)  |
| DDR-333 | PC-2700 | 166 MHZ           | 2,7 GB/s (2 x 166 x 8)  |
| DDR-400 | PC-3200 | 200 MHz           | 3,2 GB/s (2 x 200 x 8)  |

### DDR2 SDRAM

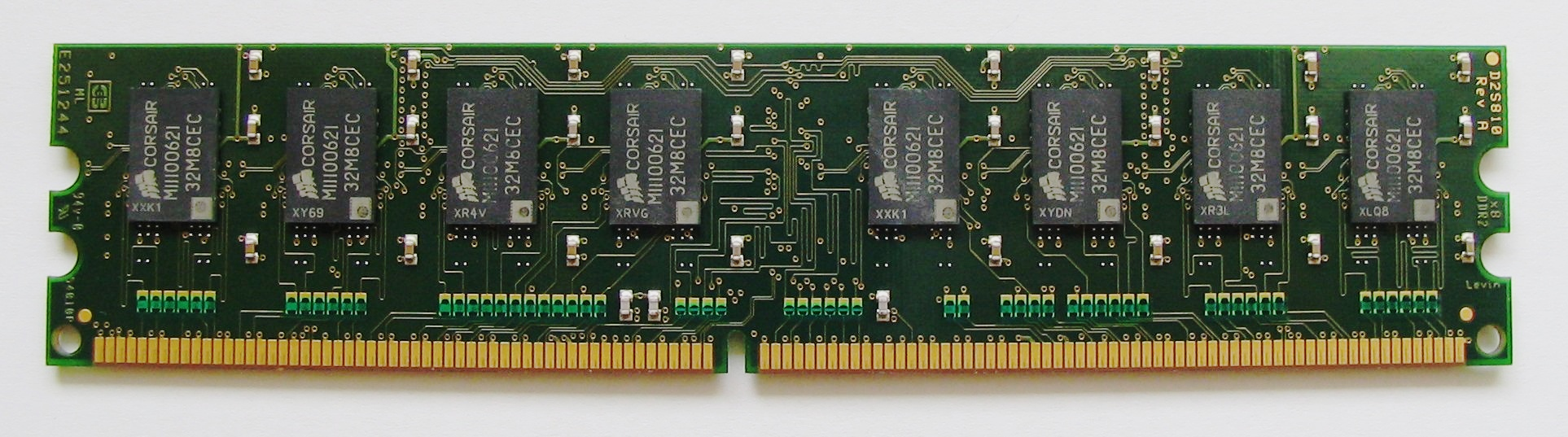
Modul DDR2-533

A doua generație DDR SDRAM a devenit disponibilă la jumătatea anului 2003. Această memorie dublează unitatea minimă de date care poate fi scrisă sau citită la 4 cuvinte consecutive. DDR2 conține 4 bancuri, memoria funcționând la 1,8 V, consum de putere mai mic și un set de comenzi simplificat. Operațiile interne ale memoriei DDR2 funcționează la o frecvență de ceas de două ori mai mică decât cea a memoriei DDR1, memoriile DDR2 au o latență mai mare decât DDR atunci când ambele funcționează la aceeași frecvență de ceas a datelor externe. De exemplu, memoria DDR2-400 (frecvența de ceas internă 100 MHz) are o latență mai mare decât DDR-400 (frecvența de ceas internă 200 MHz). 
Modulele DDR2 SDRAM au un număr de 240 pini, crestatura din partea de jos este așezată diferit, slotul nefiind compatibil cu DDR1. Modulele SODIMM pentru notebook-uri au 200 de contacte ca versiune DDR2.
Frecvențe de ceas tipice pentru DDR2 SDRAM sunt 200, 266, 333 și 400 MHz. DDR2-400 la DDR2-1066, precum și modulele de memorie PC2-3200 la PC2-8500 sunt standardizate de JEDEC.
| Cip       | Modul    | Frecvența de ceas | Rata de transfer |
| --------- | -------- | ----------------- | ---------------- |
| DDR2-400  | PC2-3200 | 200 MHz           | 3,2 GB/s         |
| DDR2-533  | PC2-4200 | 266 MHz           | 4,2 GB/s         |
| DDR2-667  | PC2-5300 | 333 MHZ           | 5,3 GB/s         |
| DDR2-800  | PC2-6400 | 400 MHz           | 6,4 GB/s         |
| DDR2-1000 | PC2-8000 | 500 MHz           | 8,0 GB/s         |
| DDR2-1066 | PC2-8500 | 533 MHz           | 8,5 GB/s         |
| DDR2-1200 | PC2-9600 | 600 MHz           | 9,6 GB/s         |

### DDR3 SDRAM

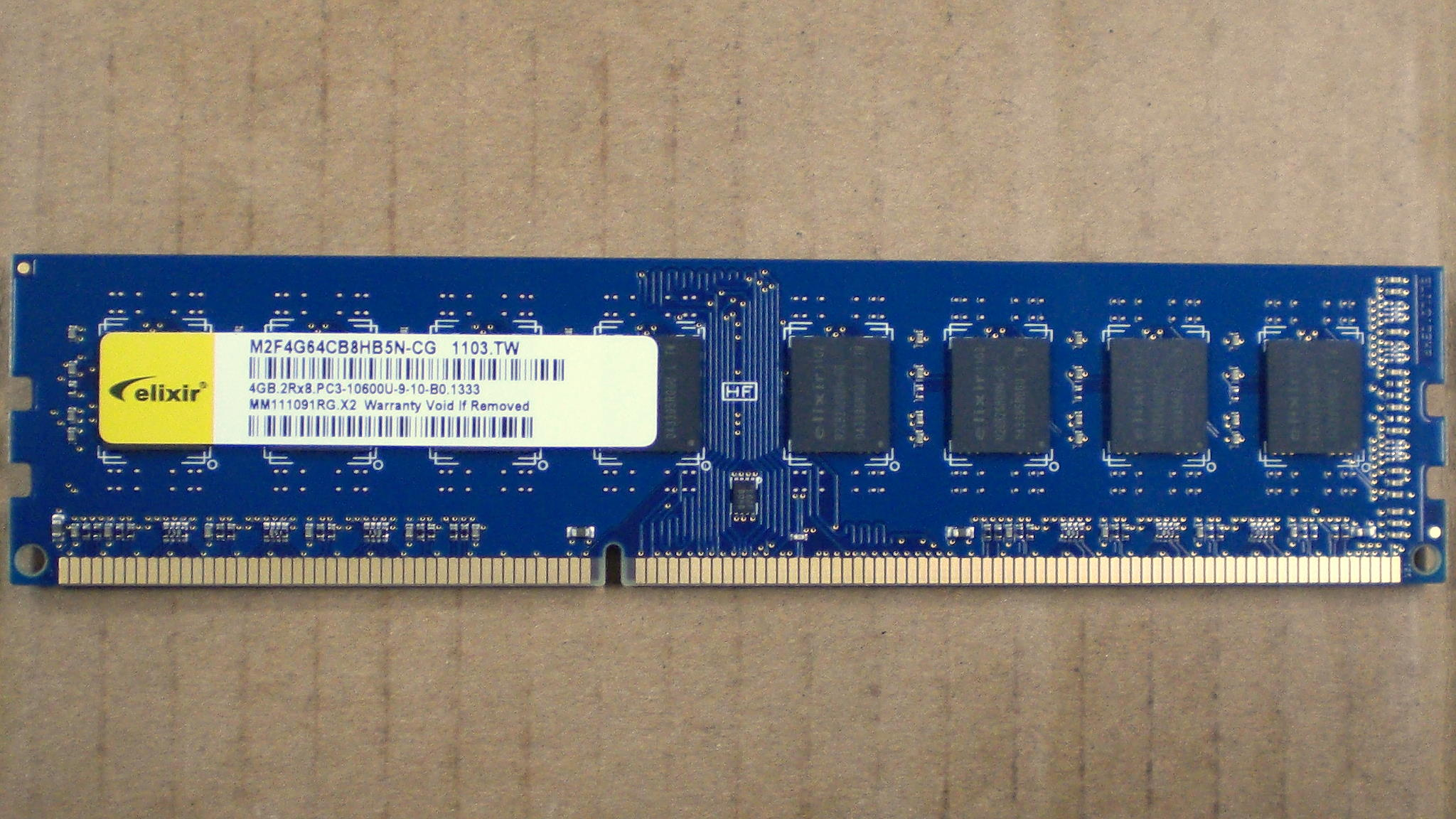
Modul DDR3-1333

Primele plăci de bază cu suport pentru acest tip de memorie au apărut în vara anului 2007, costurile de achiziție au început să scadă și să devină aproape la fel de accesibile ca DDR2.
Memoria DDR3 SDRAM mărește, unitatea minimă care poate fi scrisă sau citită la 8 cuvinte consecutive, de două ori mai mult decât DDR2, dar cu această modificare crește și latența. Frecvențele de ceas inițiale au fost de 400 MHz și 533 MHz, descrise ca DDR3-800 și DDR3-1066 (modulele PC3-6400 și PC3-8500), dar acum sunt comune frecvențele de 667 MHz și 800 MHz, descrise ca DDR3-1333 și DDR3-1600 (modulele PC3-10600 și PC3-12800). DDR3 funcționează la 1,5 V. 
Modulele DDR3 au un număr de 240 de pini în arhitectură dual-channel și o singură crestătură în partea de jos. Crestatura este așezată diferit față de DDR1 și DDR2 astfel încât, aceste memorii se potrivesc numai în sloturi DDR3.
Modulele SODIMM pentru notebook-uri au 204 contacte, comparativ cu 200 de contacte ca versiune DDR2 și ca versiune DDR1.
| Cip       | Modul     | Frecvența de ceas | Rata de transfer |
| --------- | --------- | ----------------- | ---------------- |
| DDR3-800  | PC3-6400  | 400 MHz           | 6,4 GB/s         |
| DDR3-1066 | PC3-8500  | 533 MHz           | 8,5 GB/s         |
| DDR3-1333 | PC3-10600 | 667 MHz           | 10,6 GB/s        |
| DDR3-1600 | PC3-12800 | 800 MHz           | 12,8 GB/s        |
| DDR3-1866 | PC3-14900 | 933 MHz           | 14,9 GB/s        |
| DDR3-2133 | PC3-17000 | 1066 MHz          | 17,0 GB/s        |

#### DDR3L SDRAM
DDR3L (Low Voltage) SDRAM este o versiune a memorie DDR3. În 2010, JEDEC a făcut publică specificația de memorie DDR3L, care este un addendum la standardul JESD79-3 DDR3 Memory Device.
DDR3L utilizează doar 1,35V, mai puțin cu 0,15V decât DDR3. Deoarece DDR3L funcționează la o tensiune mai mică, consumă mai puțină energie și generează mai puțină căldură. DDR3L SDRAM este disponibil în module DIMM 240 pini și SO-DIMM cu 204 pini având notația „PC3L”. 
DDR3L este utilizat în general cu procesoare Intel Core generația a 4-a și a 5-a, procesoare din seria AMD FX și plăcile de bază începând cu arhitectura Ivy Bridge. 

#### DDR3U SDRAM
DDR3U (Ultra Low Voltage) SDRAM este o altă variantă DDR3 care funcționează la 1,25V, tensiune mai mică cu 10 % decât DDR3L. Modulele DDR3U au notația „PC3U”.

### DDR4 SDRAM

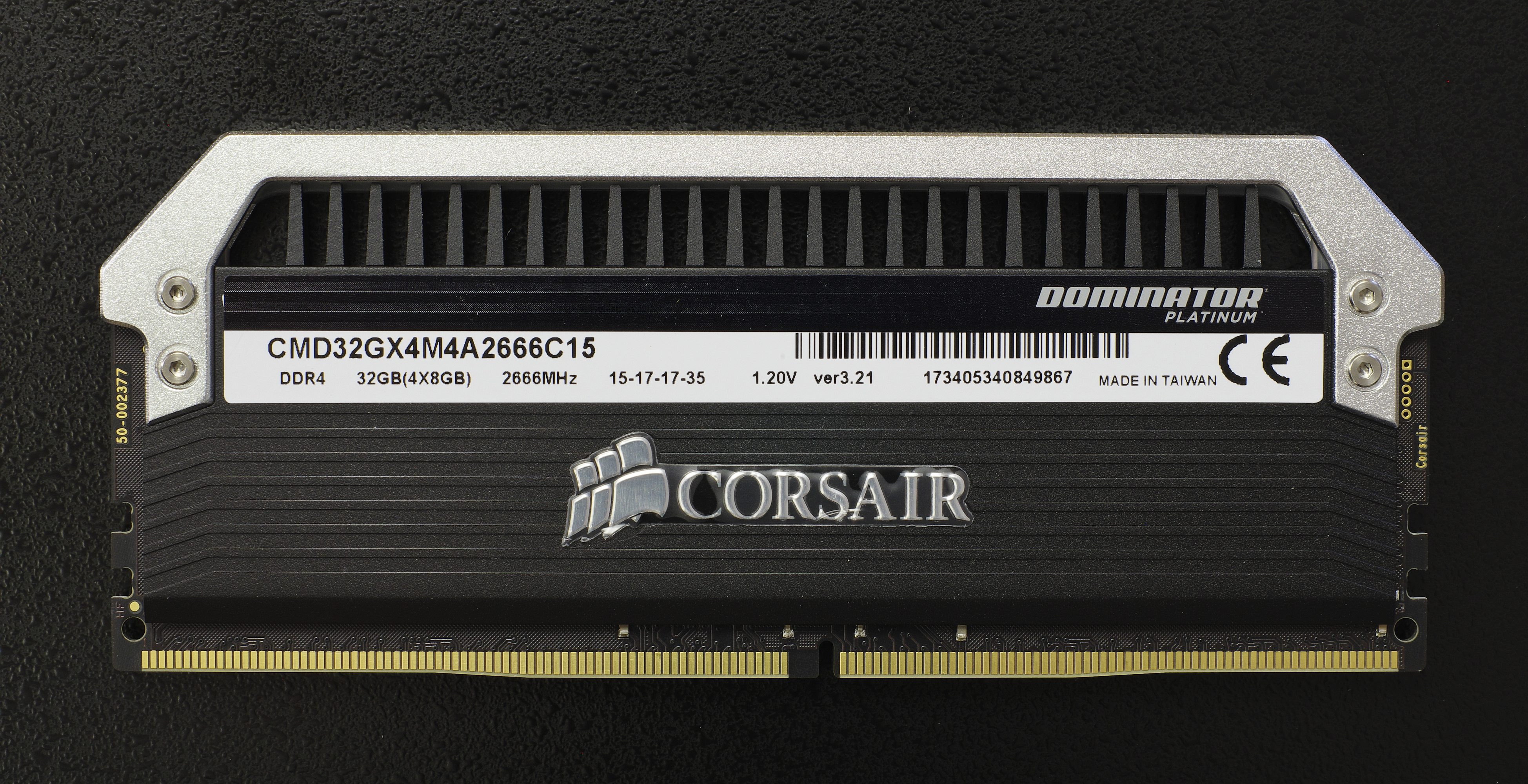
Corsair Dominator Platinum, 8 GB DDR4-2666

Memoria DDR4 lansată în anul 2014, este succesoarea memoriei DDR3. DDR4 oferă performanță și lățime de bandă crescută cu până la 50%, reducând totodată consumul de energie. DDR4 funcționează la 1,2 V. 
Standardul DDR4 specifică frecvențe de la 1600 la 3200 MHz cu perspectiva creșterii la 4266 MHz. 
Un modul DDR4 SDRAM are 288 pini, cu o grosime mai mică pentru a îngloba mai multe straturi de semnal, iar crestătura se află într-o locație diferită de cea de pe un modul DDR3. Modulele DDR4 au o margine curbată, care ajută la introducere și reduce apăsarea în timpul instalării. Modulele SODIMM DDR4 au 260 de pini.
| Cip       | Modul     | Frecvența de ceas | Rata de transfer |
| --------- | --------- | ----------------- | ---------------- |
| DDR4-1600 | PC4-12800 | 800 MHz           | 12,8 GB/s        |
| DDR4-1866 | PC4-14900 | 933 MHz           | 14,9 GB/s        |
| DDR4-2133 | PC4-17000 | 1066 MHz          | 17,0 GB/s        |
| DDR4-2400 | PC4-19200 | 1200 MHz          | 19,2 GB/s        |
| DDR4-2666 | PC4-21333 | 1333 MHz          | 21,3 GB/s        |
| DDR4-3200 | PC4-25600 | 1600 MHz          | 25,6 GB/s        |

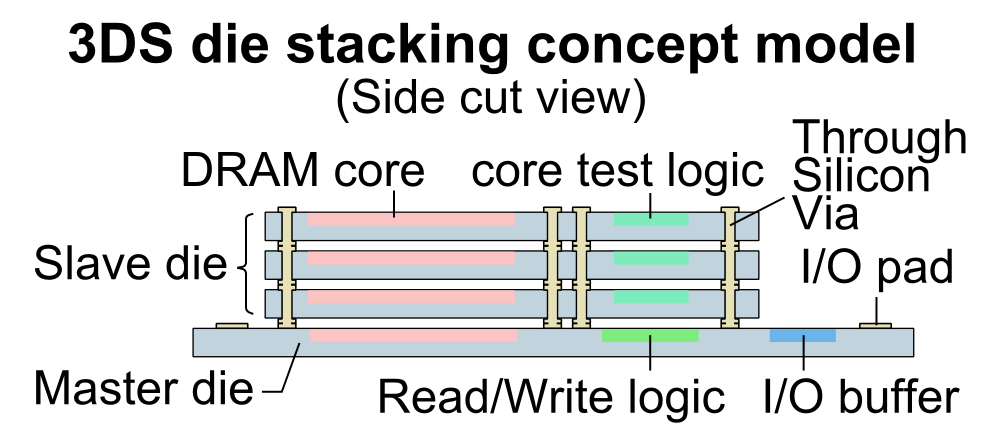
Conceptul de stivuire DDR4 3DS

DIMM DDR4 3DS (3D Stacking) reprezintă un tip de module DDR4, la care cipurile de memorie sunt plasate pe verticală pe DIMM, formând un singur pachet sau stivă. Cipurile de memorie dintr-o stivă sunt conectate prin tehnologia TSV (Through-Silicon Via). TSV este deja utilizat în memoriile emergente High Bandwidth Memory (HBM) și Hybrid Memory Cube (HMC). Stivuirea 3DS pe verticală utilizează mai bine spațiul disponibil pe DIMM-uri. Prin această tehnologie sunt posibile capacități de 128 GB, 256 GB și 512 GB pe un singur DIMM. Module R-DIMM sau LR-DIMM pot implementa de asemenea 3DS. Samsung a început producția de module 64 GB DDR4 3DS SDRAM în 2014 pentru servere și stații de lucru. 

### DDR5 SDRAM
DDR5 va reprezenta o îmbunătățire majoră față de actualul standard din industrie. Aceste noi memorii vor avea o lățime de bandă de două ori mai mare decât DDR4, densitatea acestora dublându-se, și de asemenea vor fi mai eficiente din punct de vedere energetic.
În martie 2017, JEDEC a anunțat planurile de lansare a specificațiilor preliminare DDR5 în 2018. SK Hynix a produs primele DDR5 de 16 Gb la sfârșitul anului 2018, iar în februarie 2019, SK Hynix a anunțat un cip de 6400 MT/s. DDR5 va fi disponibil pentru consumatori în 2020.
| Cip       | Modul     | Frecvența de ceas | Rata de transfer          |
| --------- | --------- | ----------------- | ------------------------- |
| DDR5-3200 | PC5-25600 | 800 MHz           | 25,6 GB/s (2 x 12,8 GB/s) |
| DDR5-3600 | PC5-28800 | 900 MHz           | 28,8 GB/s (2 x 14,4 GB/s) |
| DDR5-4000 | PC5-32000 | 1000 MHz          | 32 GB/s (2 x 16 GB/s)     |
| DDR5-8000 | PC5-64000 | 2000 MHz          | 64 GB/s (2 x 32 GB/s)     |
| DDR5-8400 | PC5-67200 | 2100 MHz          | 67,2 GB/s (2 x 33,6 GB/s) |

### DDR6 SDRAM
Următoarea generație a standardului principal de memorie DRAM, va avea rate de transfer de date ce vor fi semnificativ îmbunătățite comparativ cu DDR5, începând de la 8,8 GT/s și ajungând până la 17,6 GT/s. Există, de asemenea, posibilitatea de a extinde aceste rate și mai mult, până la 21 GT/s.  Samsung a anunțat deja că lucrează în prezent la finalizarea standardului de memorie DDR6 împreună cu ceilalți membri JEDEC. Potrivit producătorului, acest lucru este așteptat în cursul anului 2024, dar nu mai târziu de 2025.

## GDDR SDRAM
Graphic DDR SDRAM este un tip de memorie video (SDRAM) și rată dublă de date, special conceput pentru unitățile de procesare grafică (GPU).
Începând cu 2018, sunt disponibile mai multe generații de GDDR SDRAM: GDDR2, GDDR3, GDDR4, GDDR5, GDDR5X, GDDR6.

## LPDDR
LPDDR (Low Power Double Data Rate) sau LPDDR SDRAM, cunoscut și sub numele de DDR mobil (mDDR), este un tip de memorie care încorporează tehnologia DDR SDRAM, adaptată la dispozitivele mobile (smartphone, laptop).